# Chamois Niortais Football Club
El Chamois Niortais Football Club és un club de futbol francès de la ciutat de Niort.

## Història
Després de la primera guerra mundial es fundà el club Amicale Club Niortais. La secció de futbol es fundà com a Étoile Sportive Niortaise. El 1923 molts jugadors marxaren a l'exèrcit francès i quan retornaren el 1925 crearen el Chamois Niortais Football Club. Es va inscriure a la lliga de Charentes. El 1943 fou un dels membres fundadors del Championnat de France amateur (CFA).
La temporada 1984-85 ascendí per primer cop a la seva història a la Division 2. Esdevingué professional la temporada 1985-86. El 1987 ascendí per primer cop a la primera divisió francesa. La temporada següent tornà novament a segona divisió.

## Entrenadors
Entre els entrenadors del club han destacat Kazimir Hnatow, Robert Charrier i Pascal Gastien.

## Jugadors
- Més partits: 435 - Franck Azzopardi[11]
- Més gols a la lliga: 51 - Joël Bossis[11]
- Més gols en una temporada: 17 - Walquir Mota (1995-96)[11]

## Palmarès
- Tercera divisió francesa de futbol: 
  - 1984-85, 1991-92, 2005-06[12]